# Конфруа, Бенуа
Бенуа Конфруа (фр. Benoît Cosnefroy; род. 17 октября 1995, Шербур-Октевиль, Франция) — французский профессиональный шоссейный велогонщик, выступающий c 2017 года за команду «AG2R Citroën». Чемпион мира среди молодёжи в групповой гонке 2017 года.

## Достижения
2016
4-й - Чемпионате Европы среди молодёжи в групповой гонке (U-23)
5-й - Тур Берна
6-й - Тур Рона – Альпы
2017
1-й  - Чемпионат мира среди молодёжи в групповой гонке
1-й - Гран-при Исберга
1-й на этапе 2 - Тур Рона – Альпы
2-й  - Чемпионате Европы среди молодёжи в групповой гонке
6-й - Гран-при Плюмлека и Морбиана
6-й - Тур Берна
2018
3-й - Париж — Тур
9-й - Бретань Классик
9-й - Кубок Сабатини
9-й - Ля Ру Туранжель
10-й - Шоле — Земли Луары
2019
1-й  Тур Лимузена — Генеральная классификация
1-й  — Очковая классификация
1-й  — этап 3
1-й - Гран-при Плюмлека и Морбиана
1-й - Париж — Камамбер
1-й - Полинорманд
4-й - Тур Вандеи
7-й - Бретань Классик
10-й - Гран-при Квебека
2020
1-й  Этуаль де Бессеж — Генеральная классификация
1-й - Гран-при Марсельезы
1-й  — этап 4 Рут д’Окситания
2-й - Флеш Валонь
2-й - Париж — Тур
3-й - Брабантсе Пейл
5-й - Дроме Классик
10-й - Чемпионат Европы — Групповая гонка
Тур де Франс
 Лидер в Горной классификации после этапов 2-16
 - Приз самому агрессивному гонщику на этапе 2

## Статистика выступлений наГранд Турах
| Гранд-тур       | 2019 | 2020 |
| --------------- | ---- | ---- |
| Джиро д’Италия  | —    | —    |
| Тур де Франс    | 113  | 116  |
| Вуэльта Испании | —    | —    |

| —  | Не участвовал  |
| НФ | Не финишировал |